# Ricaurte (Venezuela)
Ricaurte is een gemeente in de Venezolaanse staat Cojedes. De gemeente telt 13.500 inwoners. De hoofdplaats is Libertad.